# 聖派翠克聖母學院
聖派翠克聖母學院（簡稱SPMC）是是一所秉承聖母昆仲會傳統的男女混合制之天主教獨立中學，位於澳大利亞新南威爾士州悉尼西北內郊的鄧達斯區。
聖派翠克聖母學院一開始為1872年由聖母昆仲會在岩石區的哈靈頓街創辦的一所為男生提供飲食的小學，使其獲得了澳大利亞最古老的學校的殊榮，並標誌著該學院成為澳大利亞第一所聖母昆仲會學校。它也是全國最古老的天主教中學之一。學院於1962年搬到現在的校址，今天容納了大約1000名7年級到12年級的學生。 
該學院是澳大利亞聖母會學校協會（AMSA）和大都會天主教學校的成員，由天主教帕拉馬塔教區教育辦公室管理。。

## 歷史

### 哈靈頓街的早期發展
1872年2月26日，在澳洲聖母會省的創始人Ludovic修士的帶領下，聖母會修士抵達悉尼，在Church Hill的St Patrick's建立了一所教區學校。第一所聖派翠克學校是位於岩石區哈靈頓街的一幢雙層建築，之前是聖菲利普聖公會學校。 1872年4月8日，一百三十名小學生在這所澳大利亞第一所聖母會學校入學。聖派翠克學校有 "澳大利亞歷史最悠久,由教友負責教育的學校的殊榮"。到了1875年，Ludovic修士也在聖派翠克開設一所高中。因為在當時中學只有寄宿學校,此高中成為新南威爾士州第一所受人歡迎的日間男校。多年來，教堂山聖派翠克中學曾是一所小學、中學、高中、商業學院和夜校。

### 過渡到鄧達斯
由於市中心的居民越來越少，1962年，學校決定將校園搬到鄧達斯區。新校址保留了聖派翠克舊校的大部分傳統和習俗，從而與哈靈頓街的原校建立了緊密的聯繫。一些學生也從哈靈頓街搬到了鄧達斯區。
鄧達斯校址的創校校長是Thomas More Davidson。他以極大的信心和精力面對建立新學校的挑戰。儘管在中遇到許多問題，像是惡劣的天氣阻礙了校舍的落成，但在1962年的第一學期，110名四、五、六年級的學生在頂樓的房間開始上課，而建築商則完成了地下的建築。學校於1965年成立為示範中學，並命名為聖派翠克聖母示範學校。中學於1966年10月2日正式開學，招收7-10年級的男生。小學在鄧達斯繼續辦學，直到1985年最後一個六年級學生完成學業。
1985年是聖派翠克聖母學院也是歷史性的一年，不僅招收了第一批11年級的學生，並在實行了男女同校高中。這成功的原因建立在校長John O'Brien修士、William Selden修士和Ronald Blyth修士的遠見卓識和獻身精神的基礎上，他們指導聖派翠克學校經歷了多年的變革，以滿足鄧達斯區及其鄰近教區的天主教社區的需求。
於1992年，第一批男女同校學生在七年級入學時，學校由Michael Procajlo修士改名為聖派翠克聖母學院

### 近期發展
最近完成了一個新的IT大樓。在教師停車場的後方建有一個大廳。新的電腦科技區和表演藝術區也已建成。在籃球場附近新建了一個多功能中心（La Valla中心）。對音樂中心進行了翻修，並增加了一間新教室。。

## 校區
學校位於鄧達斯區的Kirby Street和Kissing Point Road的拐角處。其正門位於Kirby Street。學院以Harrington Courtyard為中心，為紀念學校原址The Rocks而命名。IT大樓北邊有三個主橢圓形建築和兩個籃球場/網球場。學校還設有一個有頂的高年級院子，供11和12年級的學生在休息時間坐在那裡。多用途中心自2007年宣布啟用以來，經過兩年於2009年完工。

## 課外及特別活動
學校參與了許多聯合課外活動。這些活動包括：
- 代表性運動

- 大學生運動項目、游泳班和衝浪救生班。

- 辯論和公開演講

- 校內音樂劇

- 智力錦標賽

- 愛丁堡公爵計劃

- 急救課程

- 國家比賽

- 每年滑雪旅行

- 聖母昆仲會團結活動

- 國際旅行----最近的一次是在歐洲。

## 學生們
聖派翠克聖母學院約有940名學生。在學院入學後，學生被分為六個班級組。 Chavoin(Jeanne Marie Chavoin)、Edwin(Edwin Farrell兄弟)、Ludovic(St Ludovic)、Mackillop(Mary MacKillop)、Paul(St Paul)和Xavier(Francis Xavier)--------每個小組都是以一位重要的昆仲會人物來命名。

### 學生代表委員會（SRC）
學生可以選擇參加由各年級的班長到十二年級的學院隊長組成的學生代表委員會（SRC)。聖派翠克聖母學院有一個由學生和老師從11年級學生中選出的代表機構，負責促進學生的福利和組織受歡迎的社會和體育活動，其中最重要的是組織情人節玫瑰花的分發和聖文森特-德-保羅聖誕禮籃的呼籲。舍長則由11年級同學選出，負責6個舍組參與學院的游泳和田徑嘉年華活動。

## 傑出校友

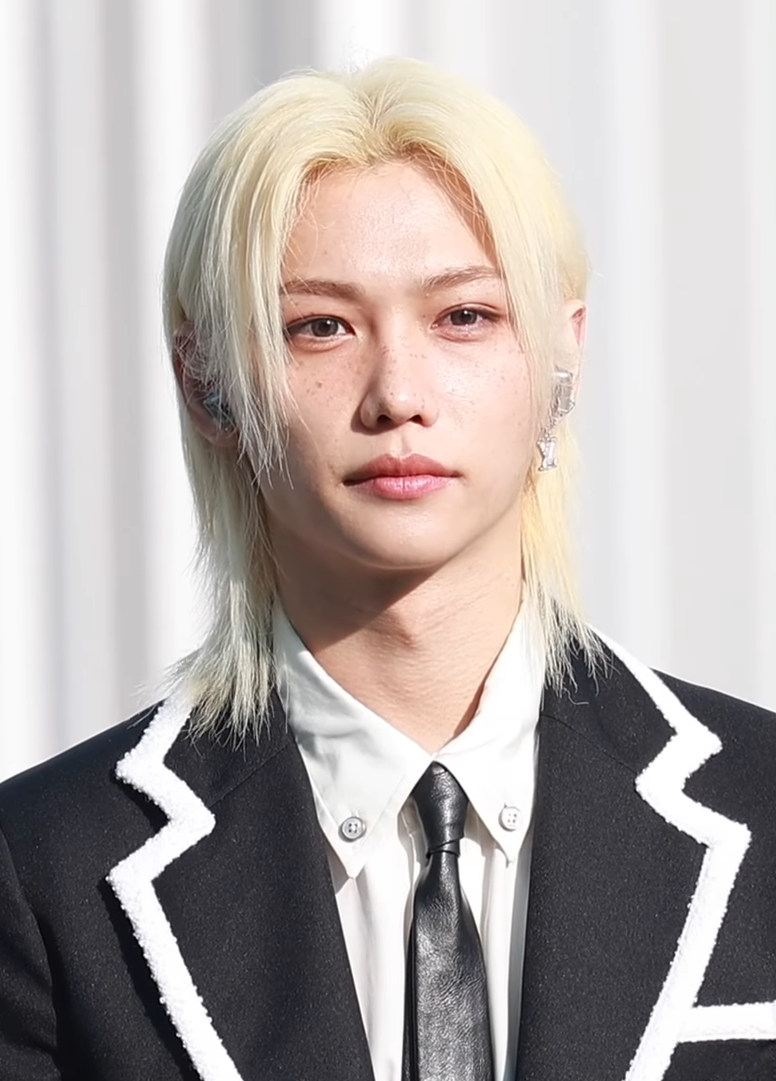
Felix Lee

Felix Lee於2016年就讀於聖派屈克聖母學院。他在和朋友逛街時被星探發掘，並被邀請參加JYP在澳大利亞舉行的徵選活動。為了完成學業，他推遲了離開澳洲的時間。 2017年2月，Felix成為JYP練習生，開始學習韓語。 2017年，他出演了Mnet生存真人秀《Stray Kids》。雖然在第四個任務中，Felix因為表現缺陷和韓語能力不足而被淘汰，但他獲得了第二次機會，並在最後一個任務中再次登場。現在Felix已經成為《Stray Kids》的正式成員，在全球範圍內獲得了很多獎項。

## 社區和家長參與
家長可以通過多種途徑參與學院的工作。這些途徑包括：
- 家長和朋友協會

- Working Bees

- 家長信息之夜

- 家長/教師訪談夜

## 其他資訊
- 新南威爾斯州的天主教學学校列表
- 澳大利亚的天主教教育
- Stray Kids